# إمي
إمي (بالفنلندية: Emmi)‏ هي مغنية وعازفة قيثارة وكاتبة غنائية فنلندية، ولدت في 10 أكتوبر 1979 في Vilppula ‏ في فنلندا.

## وصلات خارجية
- إمي على موقع IMDb (الإنجليزية)
- إمي على موقع ميوزك برينز (الإنجليزية)
- إمي على موقع ديسكوغز (الإنجليزية)